# 37836 Simoneterreni
37836 Simoneterreni este o planetă minoră (asteroid) din centura de asteroizi. A fost descoperită pe 25 ianuarie 1998 la stazione osservativa di Asiago Cima Ekar⁠(d) de Ulisse Munari⁠(d). 
Obiectul prezintă o orbită caracterizată de o semiaxă mare de 2,3812206 UAi, o excentricitate de 0,09, o înclinație de 6,17258 ° în raport cu ecliptica.